# Pteronotus alitonus
Pteronotus alitonus (Pavan, Bobrowiec & Percequillo, 2018) è un pipistrello della famiglia dei Mormoopidae, diffuso in America meridionale.

## Descrizione

### Dimensioni
Pipistrello di medie dimensioni, con la lunghezza della testa e del corpo tra 65 e 70 mm, la lunghezza dell'avambraccio tra 59 e 64 mm, la lunghezza della coda tra 24 e 31 mm, la lunghezza del piede tra 13 e 15 mm, la lunghezza delle orecchie tra 17 e 19 mm e un peso fino a 26 g.

### Aspetto
La pelliccia è corta e densa. Le parti dorsali variano dal marrone chiaro al rossastro. 

### Ecolocazione
Emette ultrasuoni ad alto ciclo di lavoro sotto forma di impulsi di lunga durata a frequenza quasi costante a circa 25 kHz, con una seconda armonica con massima energia tra 59–60 kHz.

## Biologia

### Alimentazione
Si nutre di insetti.

### Riproduzione
Femmine gravide e in allattamento sono state osservate a luglio, mentre altre che avevano terminato l'allattamento tra agosto e ottobre.

## Distribuzione e habitat
Questa specie è diffusa nel nord del Brasile, in Guyana, Guyana francese e Suriname.
Vive nelle foreste continue amazzoniche.

## Conservazione
Questa specie, essendo stata scoperta solo recentemente, non è stata sottoposta ancora a nessun criterio di conservazione.